# Paština Závada
Pour les articles homonymes, voir Závada.
Paština Závada (en hongrois : Pásztorzávod) est une commune du district et de la région de Žilina, en Slovaquie.

## Histoire
La première mention écrite du village date de 1402.

## Démographie

### Évolution de la population
| Année:               | 1994. | 2004.    | 2014.    | 2024.    |
| -------------------- | ----- | -------- | -------- | -------- |
| Nombre de personnes: | 214   | 257      | 224      | 260      |
| Différence:          |       | +20,09 % | -12,84 % | +16,07 % |

| Année:               | 2023. | 2024.   |
| -------------------- | ----- | ------- |
| Nombre de personnes: | 259   | 260     |
| Différence:          |       | +0,38 % |